# ادموند فن موئر
ادموند فن موئر (انگلیسی: Edmond Van Moer; ۲۱ ژوئیهٔ ۱۸۷۵ – درگذشته نامشخص) کماندار اهل بلژیک بود.